# Epirrhoe actinaria
Epirrhoe actinaria là một loài bướm đêm trong họ Geometridae.